# William Berke
William A. Berke (* 3. Oktober 1903 in Milwaukee, Wisconsin, USA; † 15. Februar 1958 in Los Angeles, Kalifornien) war ein US-amerikanischer Filmregisseur sowie Drehbuchautor und Filmproduzent, der in ca. 30 Jahren an knapp 200 Filmen im Low-Budget-Bereich beteiligt war.

## Leben
William Berke studierte an der Los Angeles Polytechnic High School. Für die L-KO Company arbeitete er als Bürobote und kam so mit der Filmindustrie in Kontakt. Später wurde er Kameraassistent und Kameramann. Eine Augeninfektion beendete jedoch seine Karriere als Kameramann.
Berke verlegte sich auf das Verfassen von Drehbüchern. Mit dem Western Fearless Dick wurde 1921 erstmals eines seiner Scripts verfilmt. Bis 1930 benutzte er für seine Drehbücher das Pseudonym William Lester. 1932 kam als weiteres Betätigungsfeld die Produktion hinzu. In diesem Jahr war er als assoziierter Produzent an dem Actiondrama Flaming Signal beteiligt. 
Mit dem Kurzfilm Crack-Up, den er auch selbst produzierte, debütierte Berke als Regisseur. Bei diesem und den zwei folgenden Kurzfilmen firmierte er als William Hall, bei seinen ersten drei Langfilmen nannte er sich Lester Williams. 
Berkes Genre war in erster Linie der Western. Er drehte aber auch Kriminalfilme und Komödien. Insbesondere für die Abenteuerreihe um Jungle Jim mit Johnny Weissmüller in der Titelrolle ist Berke bekannt. Ab 1949 produzierte er auch für das Fernsehen, ab 1953 führte er dort auch Regie.

## Filmografie (Auswahl)
Regie
- 1934: Crack-Up
- 1948: Terror am Kilometerstein 13 (Highway 13)
- 1948: Das Geheimnis von Zimbalu (Jungle Jim)
- 1949: König des Dschungels (The Lost Tribe)
- 1949: Der Brandstifter von Los Angeles (Arson, Inc.)
- 1949: Das Erbe von Monte Christo (Treasure of Monte Cristo)
- 1949: Zamba, der Schrecken des Urwaldes (Zamba)
- 1949: Texaspolizei räumt auf (Deputy Marshal)
- 1950: Kugeln, Gold und Feuerwasser (Gunfire)
- 1950: Diamantenjagd im Urwald (Mark of the Gorilla)
- 1950: Die Dschungelgöttin (Captive Girl)
- 1950: Billy, der Bandit (I Shot Billy the Kid)
- 1950: Buschteufel im Dschungel (Pygmy Island)
- 1950: Zorros Tochter (Bandit Queen)
- 1951: Hölle am Kongo (Fury of the Congo)
- 1951: Trommeln der Wildnis (Savage Drums)
- 1951: Mädchen im Geheimdienst (FBI Girl)
- 1952: Der Dschungel bebt (The Jungle)
- 1953: Gefangene der Kopfjäger (Valley of the Headhunters)
- 1957: Am Rande der Straße (Four Boys and a Gun)
- 1957: Straße der Sünderinnen (Street of Sinners)
- 1957: Polizistenhasser (Cop Hater)
- 1958: Das rote Telefon… Alarm! (The Lost Missile)

Drehbuch
- 1921: Fearless Dick
- 1927: Der Überfall in der Silberschlucht (The Denver Dude)
- 1949: Texaspolizei räumt auf (Deputy Marshal)
- 1958: Das rote Telefon… Alarm! (The Lost Missile)

Produktion
- 1932: Flaming Signal
- 1934: Crack-Up
- 1938: Freunde im Sattel (Pals of the Saddle)
- 1938: Gold in den Wolken (Overland Stage Raiders)
- 1938: Aufstand in Santa Fé (Santa Fe Stampede)
- 1938: Kampf am Roten Fluss (Red River Range)
- 1939: Reiter in der Nacht (The Night Riders)
- 1939: Die Sterne von Texas (Three Texas Steers)
- 1939: Der Bandit von Wyoming (Wyoming Outlaw)
- 1939: Der große Milchkrieg von Colorado (Colorado Sunset)
- 1939: Wasser für Arizona (New Frontier)
- 1950: Billy, der Bandit (I Shot Billy the Kid)
- 1950: Zorros Tochter (Bandit Queen)
- 1951: Die Hölle von Korea (The Steel Helmet)
- 1951: Trommeln der Wildnis (Savage Drums)
- 1951: Mädchen im Geheimdienst (FBI Girl)
- 1952: Der Dschungel bebt (The Jungle)
- 1957: Am Rande der Straße (Four Boys and a Gun)
- 1957: Straße der Sünderinnen (Street of Sinners)
- 1957: Polizistenhasser (Cop Hater)
- 1958: Das rote Telefon… Alarm! (The Lost Missile)